# Astragalus melanocladus
Astragalus melanocladus är en ärtväxtart som beskrevs av Vladimir Ippolitovich Lipsky. Astragalus melanocladus ingår i släktet vedlar, och familjen ärtväxter. Inga underarter finns listade i Catalogue of Life.